# Vox Wah-Wah Ad
De Vox Wah-Wah Ad (ook wel Vox Wah-Wah Foot Pedal With "The Electric Prunes" genoemd) is de vierde single van The Electric Prunes. Naar aanleiding van het succes van "I Had Too Much to Dream (Last Night)" kregen de bandleden allerlei aanbiedingen, ze traden op ter gelegenheid van de opening van platenwinkels en maakten reclame voor het Britse merk Vox. Hun reclame voor het wah-wah-pedaal werd in 1967 door het Amerikaanse label Thomas Records op flexisingle uitgegeven. In het geluidsfragment vraagt een man de Electric Prunes om eerst zonder en dan mét het wah-wah-pedaal te spelen om aan te geven wat het effect ervan is. Vervolgens legt hij enthousiast uit dat het ook mogelijk is om met het pedaal een sitarachtige klank te produceren en zegt hij dat onder meer The Seeds, Herman's Hermits en The Animals er gebruik van maken. Gedurende de gehele reclame spelen de Electric Prunes op de achtergrond. De opname verscheen later (in 1979) op het compilatiealbum Pebbles, Volume 2.